# Stemhebbende postalveolaire fricatief
De stemhebbende postalveolaire fricatief is een medeklinker die in het Internationaal Fonetisch Alfabet aangeduid wordt met [ʒ] en in X-SAMPA met Z. Een voorbeeld van een stemhebbende postalveolaire fricatief is de tweede g in garage.

## Kenmerken
- De manier van articulatie is sibilant fricatief (sisklank), wat wil zeggen dat de klank geproduceerd wordt door een luchtstroom doorheen een groef in de tong op de plaats van articulatie, waardoor een wrijving van hoge frequentie hoorbaar wordt.
- Het articulatiepunt is palato-alveolair, dat is gewelfd postalveolaar. Dat wil zeggen dat de klank uitgesproken wordt met het voorste deel van de tong achter het tandvlees, en het achterste gedeelte van de tong gewelfd (bijna) tegen het verhemelte.
- Het type van articulatie is stemhebbend. Dat wil zeggen dat de klank uitgesproken wordt met trilling van de stembanden.
- Het is een orale medeklinker, wat wil zeggen dat de lucht door de mond naar buiten stroomt.
- Het is een centrale medeklinker, wat wil zeggen dat de lucht over het midden van de tong stroomt, in plaats van langs de zijkanten.
- Het luchtstroommechanisme is pulmonisch-egressief, wat wil zeggen dat lucht uit de longen gestuwd wordt, in plaats van uit de glottis of de mond.

Deze pagina bevat fonetische informatie in het IPA, die in sommige browsers mogelijk niet correct wordt weergegeven.
Waar symbolen in paren voorkomen, vertegenwoordigt het rechter teken een stemhebbende medeklinker. Gearceerde gebieden bevatten medeklinkers die worden beschouwd als onuitspreekbaar.
Zie ook: IPA, Klinkers